# Jakobsberg (Tuntenhausen)

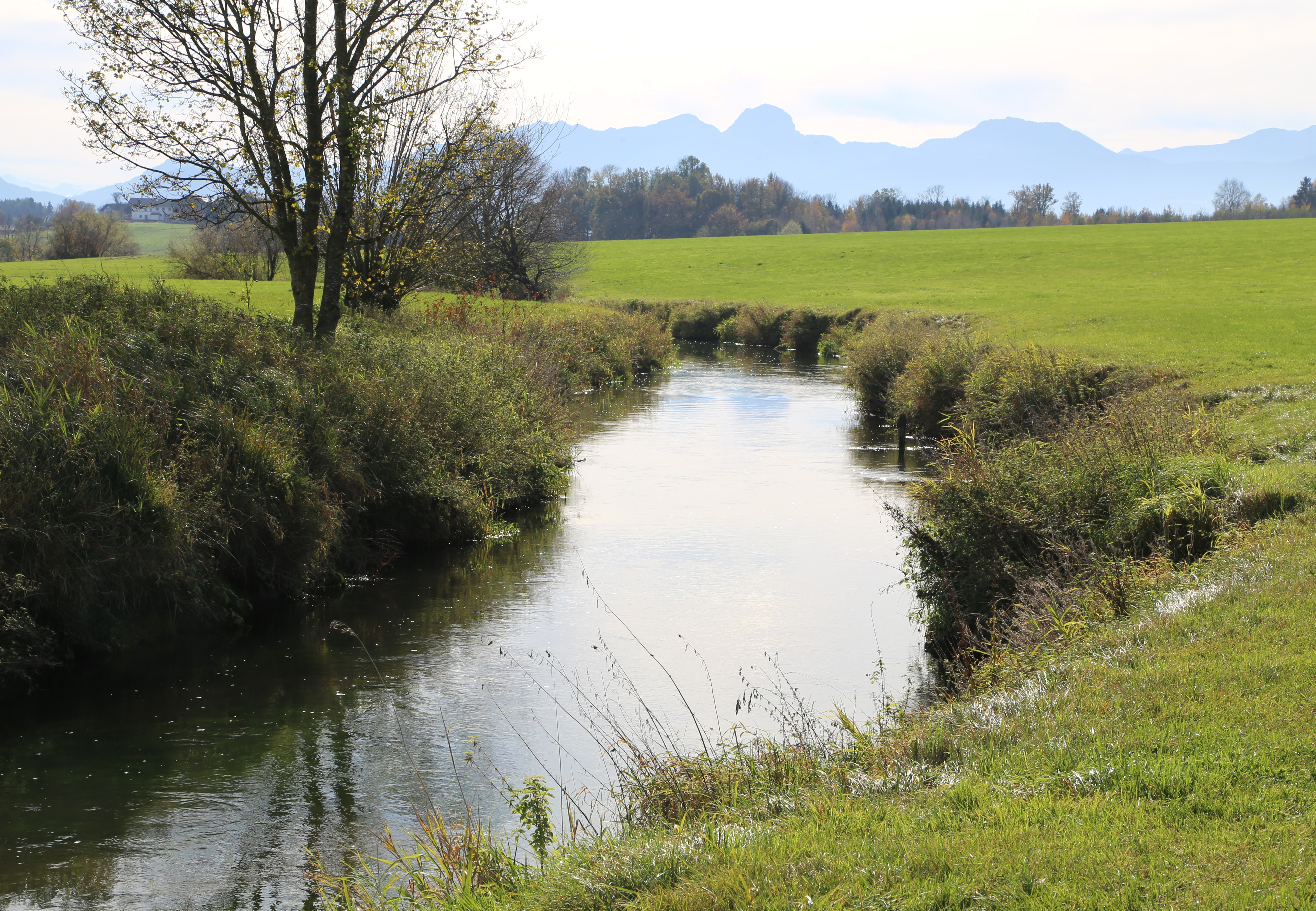
Die Glonn bei Jakobsberg (2017)

Jakobsberg ist ein Ortsteil der Gemeinde Tuntenhausen im oberbayerischen Landkreis Rosenheim.
Der Ort liegt südwestlich des Kernortes Tuntenhausen. Die RO 18 verläuft östlich und die St 2089 westlich. Östlich des Ortes fließt die Glonn.

## Sehenswürdigkeiten
In der Liste der Baudenkmäler in Tuntenhausen ist für Jakobsberg ein Baudenkmal aufgeführt:
- Die katholische Filialkirche St. Jakobus, ein Saalbau mit eingezogenem Chor und einem Nordturm mit Kuppelhaube, ist im Kern spätgotisch. In den Jahren 1678/80 erfolgte der barocke Neubau unter Einbeziehung des spätgotischen Chores und des Turmunterbaus durch Hans Mayr d. Ä.